# 和平使命-2021
和平使命-2021是上海合作组织全部成员国家在陆上武装力量上进行的第八次联合反恐军事演习，此次演习时间由2021年9月11日至25日，在俄罗斯奥伦堡州东古兹靶场举行。

## 演习目的
此次演习是上合组织框架内的例行性演习，旨在深化各成员国防务安全合作，提高应对新挑战新威胁能力，共同维护地区和平与安全，在实兵演练中密切协同，与参与国共同提升应对国际恐怖主义的能力。

## 参演国家
- 中华人民共和国：北部战区共派出550余人，出动车辆（装备）130辆。[2]
- 俄羅斯：中部军区派兵参与演习，为军演提供场地及物资运输保障。
- 巴基斯坦
- 印度